# Biatorbágy
Biatorbágy (in tedesco Wiehall-Kleinturwall) è una città di 11.307 abitanti situata nella contea di Pest, nell'Ungheria settentrionale.

## Amministrazione

### Gemellaggi
- Campagna Lupia, Italia
- Dolný Štál, Slovacchia
- Herbrechtingen, Germania
- Kiti, Cipro
- Kybartai, Lituania
- Mykonos, Grecia
- Remetea, Romania
- Velika Dobron, Ucraina